# Heart of Glass
Heart of Glass är en låt lanserad av musikgruppen Blondie 1978 på albumet Parallel Lines. Den släpptes i januari 1979 även på singel och kom att bli en av gruppens största hitsinglar. Den toppade både den amerikanska och den brittiska singellistan och var även en internationell framgång. 
Låten hade skrivits redan 1974 under titeln "Once I Had a Love", och spelades då in som demo, men kom inte att släppas officiellt förrän 1978. Låten är tydligt inspirerad av 1970-talets discomusik. Blondie var dock en del av New Yorks alternativa punkscen, och att de släppte en låt i discogenren gjorde att de fick utstå kritik för att vara för kommersiella. I filmens musikvideo uppträder gruppen på New York-klubben Studio 54.
År 2002 rankade musiktidningen NME Heart of Glass på 22:a plats på sin lista "100 Greatest Singles Of All Time". 2003 listades den av magasinet Rolling Stone som #255 på listan The 500 Greatest Songs of All Time. Senare återfanns den på plats 259. Den finns med på soundtracket till filmerna Donnie Brasco (1997), The Last Days of Disco (1998), Anger Management (2003), We Own the Night (2007) och Super 8 (2011).

## Listplaceringar
| Lista (1978-1979) | Position              |
| ----------------- | --------------------- |
| Finland           | 10                    |
| Frankrike         | 4                     |
| Irland            | 2                     |
| Kanada            | 1 (RPM)               |
| Nederländerna     | 8                     |
| Norge             | 5 (VG-lista)          |
| Nya Zeeland       | 1                     |
| Schweiz           | 1                     |
| Spanien           | 7                     |
| Storbritannien    | 1                     |
| Sverige           | 3                     |
| USA               | 1 (Billboard Hot 100) |
| Västtyskland      | 1                     |
| Österrike         | 1                     |